# Strövtåg i hembygden (Mando Diao)
Strövtåg i hembygden är en singel av det svenska bandet Mando Diao. Texten är baserad på  Gustaf Frödings första diktcykel i samlingen Strövtåg i hembygden. Den första dikten kallas vid sina inledningsord Det är skimmer i molnen och glitter i sjön. Musiken är av Gustaf Norén och Björn Dixgård. Mando Diao sjöng 2012 in Noréns och Dixgårds version på albumet Infruset.
Den 11 november 2012 gick deras version in som etta på Svensktoppen. Där låg den sedan i 167 veckor, fram till 17 januari 2016, innan den lämnade listan. Under denna tid låg den på första plats i sammanlagt 86 veckor, vilket är rekord i Svensktoppens historia. Den nådde också en 18:e-plats på Sverigetopplistan.
År 2015 spelades sången in på engelska, med titeln "Forever Again", av Mimi Werner och med text av Sharon Vaughn.
I samband med Svensktoppens 60-årsfirande år 2022 röstades Strövtåg i hembygden fram som bästa låten någonsin på Svensktoppen av programmets lyssnare.